# 圣皮埃尔迪帕莱
圣皮埃尔迪帕莱（法語：Saint-Pierre-du-Palais，法語發音：[sɛ̃ pjɛʁ dy palɛ]）是法国滨海夏朗德省的一个市镇，位于该省东南部，属于容扎克区。

## 地理
圣皮埃尔迪帕莱（45°9'56"N, 0°9'27"W）面积12.93 平方千米，位于法国新阿基坦大区滨海夏朗德省，该省份为法国西部滨海省份，北起旺代省，西临大西洋，南至吉倫特省，东南接多爾多涅省，东北接德塞夫勒省接壤，东临夏朗德省。
与圣皮埃尔迪帕莱接壤的市镇（或旧市镇、城区）包括：塞尔库、克莱拉克、拉克洛特、勒富尤、蒙吉永、圣马丹德库。

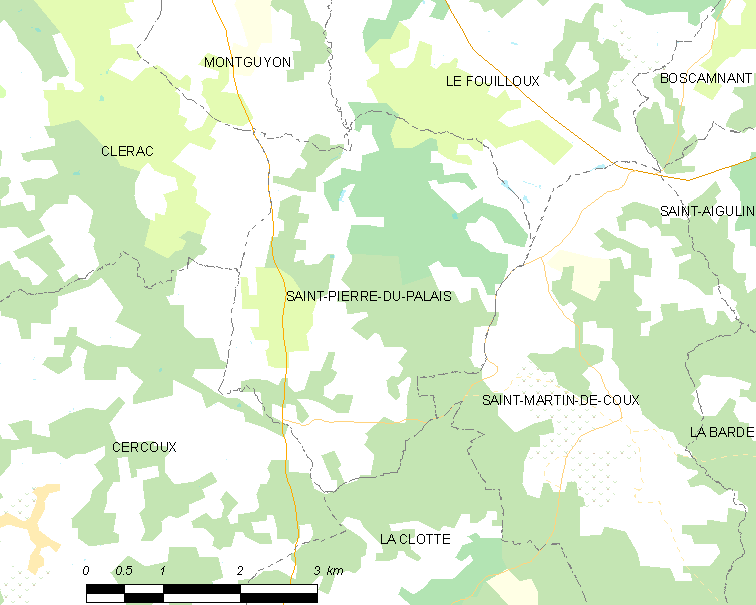
圣皮埃尔迪帕莱的OSM定位图

圣皮埃尔迪帕莱的时区为UTC+01:00、UTC+02:00（夏令时）。

## 行政
圣皮埃尔迪帕莱的邮政编码为17270，INSEE市镇编码为17386。

## 政治
圣皮埃尔迪帕莱所属的省级选区为三山县。

## 人口

1962-2008年间圣皮埃尔迪帕莱人口变化图示

圣皮埃尔迪帕莱于2022年1月1日时的人口数量为335人。